# Щука
Щу́ка, или обыкнове́нная щу́ка (лат. Esox lucius), — рыба семейства щуковых. Распространена в пресных водах Евразии и Северной Америки. Живёт обычно в прибрежной зоне, в водных зарослях, в непроточных или слабопроточных водах. Может также встречаться и в опреснённых частях морей, например в Финском, Рижском и Куршском заливах Балтийского моря, в Таганрогском заливе Азовского моря. 
Щука хорошо выдерживает кислую реакцию воды, может комфортно жить в водоёмах с pH 4,75. При снижении содержания кислорода до 3—2 мг/л наступает угнетение дыхания, поэтому в заморных водоёмах щука часто погибает.

## Название
Слово «щука» — общеславянское (индоевропейское) по происхождению. Оно было образовано с помощью суффикса «-ка» от той же основы, что и глагол «щупать» (сочетание «пк» перешло в «к»). Рыба была названа так из-за своей «щуплости». Родственными словами являются болг. щука, сербохорв. шту̏ка, словен. ščúka, чеш. štika, слвц. št᾽ukа, польск. szczuka. 
Нельзя полностью исключить, однако, предполагаемое некоторыми учёными родство слова «щука» со словами «щель, скорняк, щерить, скука». В таком случае название «щука» может быть образовано от *skeuka — производного от *skeu- «рубить, резать, колоть, бить, убивать». Можно сделать вывод, что рыба получила такое название из-за своей хищности.

## Внешний вид

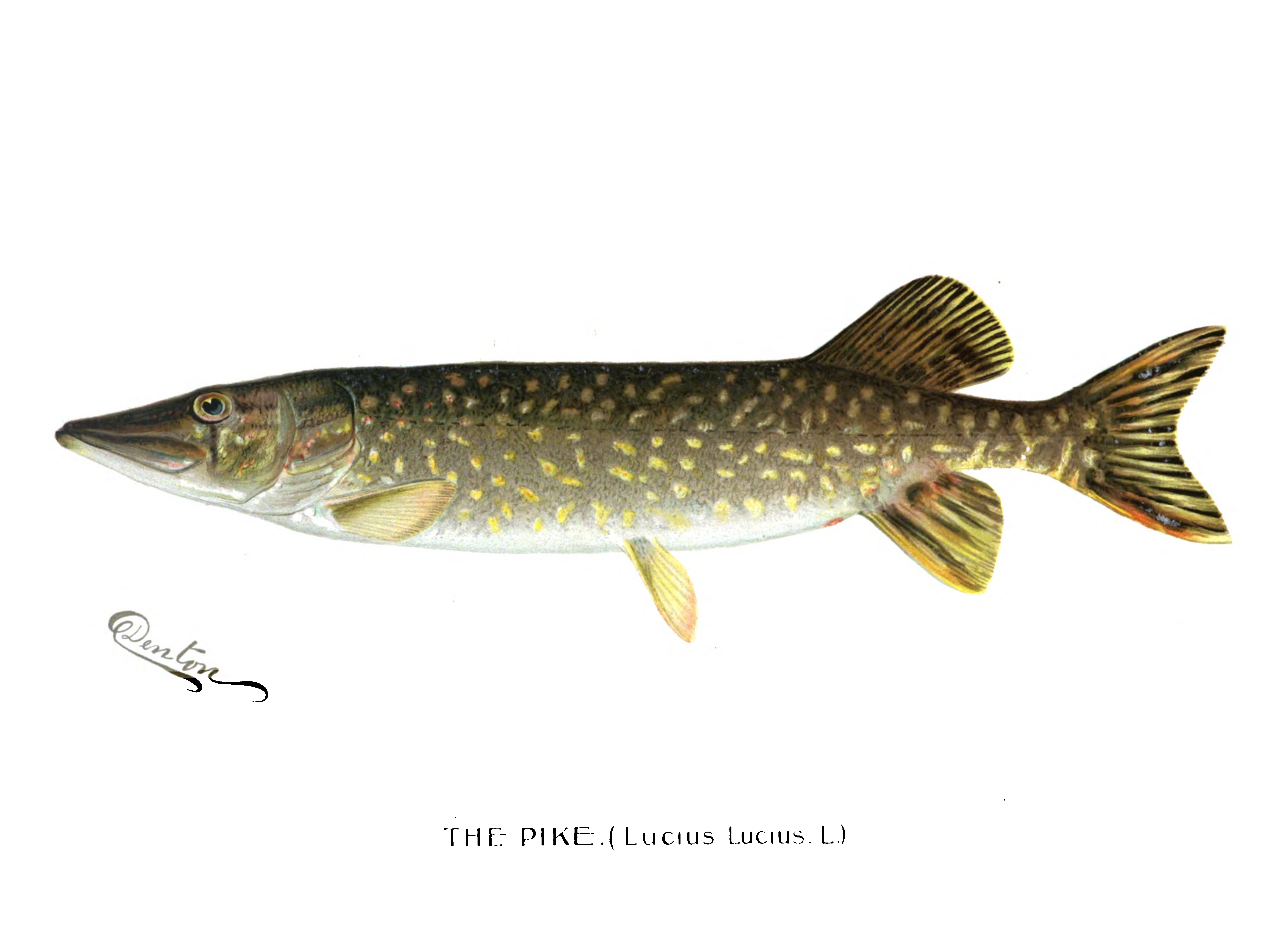

Длина щуки — до 1,5 метров, масса — до 35 килограммов (обычно до 1 метра и 8 килограммов). Тело торпедовидное, голова большая, пасть широкая. Окраска изменчивая, зависит от окружения: в зависимости от характера и степени развития растительности может быть серо-зеленоватая, серо-желтоватая, серо-бурая, спина темнее, бока с крупными бурыми или оливковыми пятнами, которые образуют поперечные полосы. Непарные плавники желтовато-серые, бурые с тёмными пятнами; парные — оранжевые. Кормится преимущественно рыбой. В некоторых озёрах встречаются серебристые щуки.
Самцов и самок щуки возможно отличить по форме мочеполового отверстия, которое у самцов имеет вид узкой продолговатой щели, окрашенной в цвет чрева, а у самок — овального углубления, окружённого валиком розового цвета.
Тело щуки имеет удлинённую, стреловидную форму. Голова сильно удлинённая, нижняя челюсть выдаётся вперёд. Зубы на нижней челюсти имеют разный размер и служат для захвата жертвы. Зубы на других костях ротовой полости помельче, направлены острыми концами в глотку и могут погружаться в слизистую оболочку. Благодаря этому добыча легко проходит, а если она пытается вырваться, глоточные зубы поднимаются и удерживают жертву.
Для щук характерна смена зубов на нижней челюсти: внутренняя поверхность челюсти покрыта мягкой тканью, под ней расположены ряды из 2—4 замещающих зубов, которые примыкают сзади к каждому действующему зубу, образуя с ним единую группу (зубную семью). Когда рабочий зуб выходит из употребления, на его место становится своим основанием соседний замещающий зуб той же семьи. Сначала он мягок и неустойчив, но потом плотно прирастает основой к кости челюсти и укрепляется. Зубы у щуки меняются неодновременно. В одно и то же время одни зубные группы заканчиваются на краю челюсти старым зубом, который уже рассасывается, другие — прочным рабочим, третьи — ещё подвижным молодым. В некоторых водоёмах смена зубов у щук усиливается в течение определённых сезонов, и тогда щука в этих водоёмах перестаёт брать крупную добычу, поскольку та может вырваться из пасти хищницы. Ловить её в это время трудно, так как она не может схватить насадку.

## Размножение
В естественных водоёмах самки щуки начинают размножаться на четвёртом, реже на третьем году жизни, а самцы — на пятом.
Нерест щуки происходит при температуре 3-6 °C, сразу после таяния льда, возле берега на глубине 0,5-1 м. Во время нереста рыбы выходят на мелководье и шумно плещутся. Обычно на нерест сначала выходят самые маленькие особи, а последними — самые крупные. В это время щуки держатся группами: 2-4 самца у одной самки; возле крупных самок — до 8 самцов. Самка плывёт впереди, самцы плывут за ней, отставая примерно на половину корпуса. Они либо прижимаются по бокам к самке, либо стараются держаться непосредственно над её спиной. Из воды в это время постоянно появляются спинные плавники и верхние части спины рыб.
Во время нереста щуки трутся о кусты, корни, стебли камыша и рогоза и другие предметы. На одном месте рыбы долго не задерживаются, всё время перемещаются по нерестилищу и мечут икру. В конце икрометания все особи группы, которая нерестилась, бросаются в разные стороны, вызывая громкий плеск; при этом самки часто выпрыгивают из воды в воздух.
Одна самка щуки в зависимости от размера может откладывать от 17,5 до 215 тысяч икринок. Икринки крупные, около 3 мм в диаметре, слабоклейкие: могут приклеиваться к растительности, но легко спадают при стряхивании. Через 2-3 дня клейкость пропадает, большинство икринок скатывается с растений, и дальнейшее их развитие происходит на дне.
Нормальное развитие икры щуки на дне в непроточной воде возможно только потому, что весной при низкой температуре вода относительно сильно насыщена кислородом, а по мере прогревания воды концентрация кислорода в ней быстро падает. Таким образом, чем раньше щуки начинают нереститься, тем меньше икры гибнет.
Если после нереста щук происходит быстрый спад воды, это приводит к массовой гибели икры; такое явление часто наблюдается в водохранилищах, уровень воды в которых непостоянен.

## Жизненный цикл

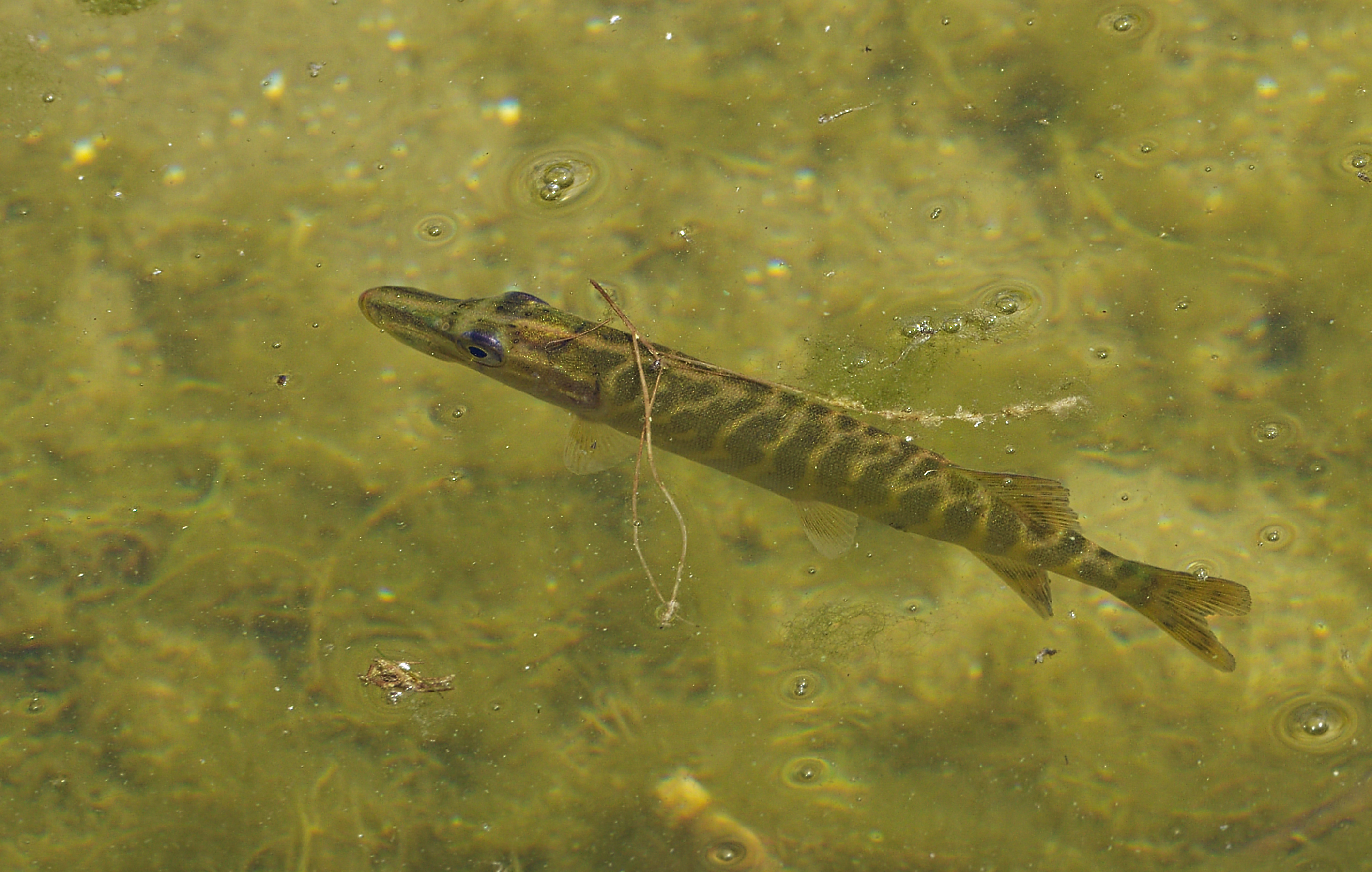
Щурёнок

В зависимости от температуры воды развитие щучьей икры происходит в течение 8—14 дней. Личинки, которые из неё выводятся, имеют 6,7—7,6 мм в длину. По мере рассасывания остаточного пузыря личинки переходят к питанию внешними ресурсами: мелкими ракообразными — циклопами и дафниями. При длине 12—15 мм щуки уже могут охотиться на личинок карповых рыб. Нерест карповых рыб обычно происходит после нереста щуки, что обеспечивает питанием щучий молодняк. После достижения размера 5 см щука полностью переходит на питание мальками других рыб. Если щуку такого размера держать в аквариуме и кормить мелкими ракообразными, она погибнет, так как затраты энергии на добычу корма не возмещаются питательными веществами, имеющимися в такой добыче.
Бывает, что весной щуки вместе с талыми водами заходят в заплавные озёра. Через некоторое время связь этих водоёмов с рекой прерывается, и жизнь мальков, вышедших из икры в таких условиях, очень отличается от их жизни в реке или больших постоянных водоёмах. Из-за недостатка пищевых ресурсов рост щук здесь идет крайне неравномерно: длина рыб одного возраста может отличаться в 2—2,5 раза. Мелкие особи становятся добычей больших, иногда, при значительной нехватке кормовых ресурсов, щуки длиной 3—4 см уже прибегают к каннибализму.
Такие вырожденные пищевые цепи, состоящие только из щук (когда мальки питаются планктоном, большие щуки — мальками, а ими, в свою очередь, питаются ещё бо́льшие), в ряде водоёмов наблюдаются на постоянной основе. Это случается в северных (обычно тундровых) озёрах Якутии и Канады, где количество питательных веществ крайне мало, то есть недостаточно для поддержания сколько-нибудь сложной пищевой пирамиды. Кроме научной, такие «щучьи озера» описаны и в художественной литературе, например, в книге польского писателя Аркадия Фидлера «Канада, пахнущая смолой».
При этом, несмотря на крайне упрощенную структуру пищевой цепи, экосистемы таких водоёмов находятся в устойчивом состоянии на протяжении столетий — в донных отложениях и на побережье никаких костных остатков, кроме щучьих, исследователи в таких водоёмах не находили; это также подтверждается фольклором местных жителей.

## Образ жизни

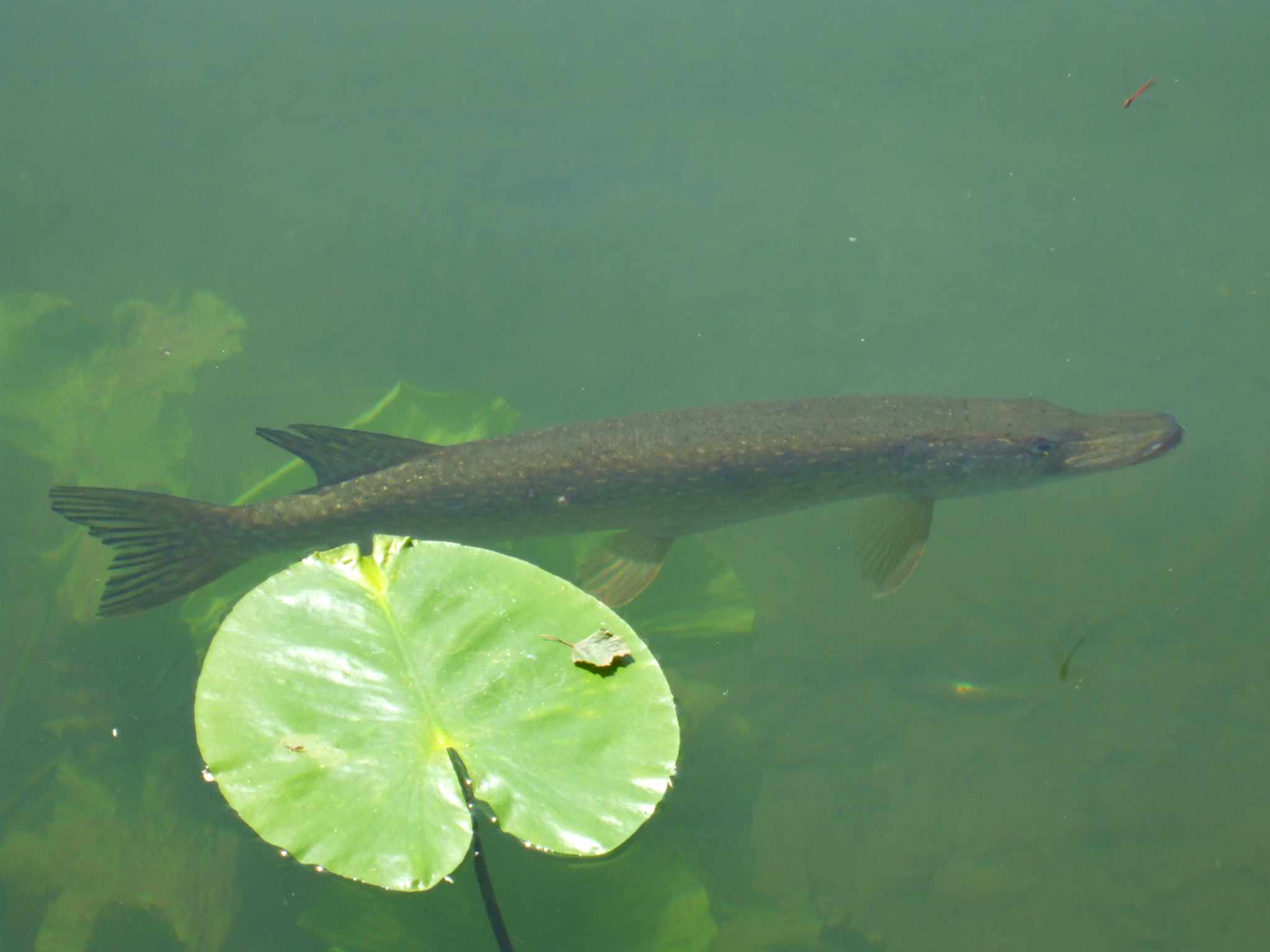
Щука в водоёме (Германия)

В водоёме щука держится в зарослях водной растительности. Обычно она там неподвижна и, затаившись, внезапно бросается на добычу. Пойманная добыча проглатывается почти всегда с головы — если щука схватила её поперёк тела, то, перед тем как проглотить, она быстро разворачивает добычу головой в глотку. Кроме клыков, которыми хищница хватает и убивает добычу, на нёбе, языке и отчасти на щеках щуки имеются зубы-щеточки, способные подгибаться и принимать горизонтальное положение, остриями в сторону глотки. Эти острые зубы-щеточки необходимы щуке не только для удержания добычи, но и для облегчения заглатывания. Когда жертва пытается вырваться из пасти, зубы щуки своими острыми концами упираются в неё и не дают выскользнуть, проталкивая дальше в глотку.
При нападении щука ориентируется при помощи зрения и боковой линии, органы которой развиты не только на средней линии тела, но и на голове (в основном на передней части нижней челюсти).
Основу питания щуки составляют представители различных видов рыб, к которым относятся: плотва, окунь, ёрш, подлещик, густера, пескарь, голец, гольян, бычок-подкаменщик и т. п. Как описано выше, не брезгует щука и представителями своего вида. Весной и в начале лета этот хищник охотно поедает лягушек и линяющих раков. Известны случаи, когда щуки хватали и затягивали под воду утят, а также их добычей могут стать и мелкие млекопитающие, например, кроты, мыши, крысы и белки, попавшие в воду. Крупные щуки могут напасть даже на взрослую утку, особенно в период линьки, когда эти птицы не поднимаются из воды в воздух. Жертвами щуки часто бывают рыбы, длина и масса которых достигают 50 %, а иногда и 65 % от длины и массы самого хищника.
В питании щук среднего размера — длиной около полуметра — преобладают многочисленные и малоценные рыбы, поэтому щука является необходимой составляющей рационального рыбного хозяйства на озёрах; её отсутствие в озёрах ведет к резкому возрастанию численности мелкого ерша и окуня.

## Значение для человека

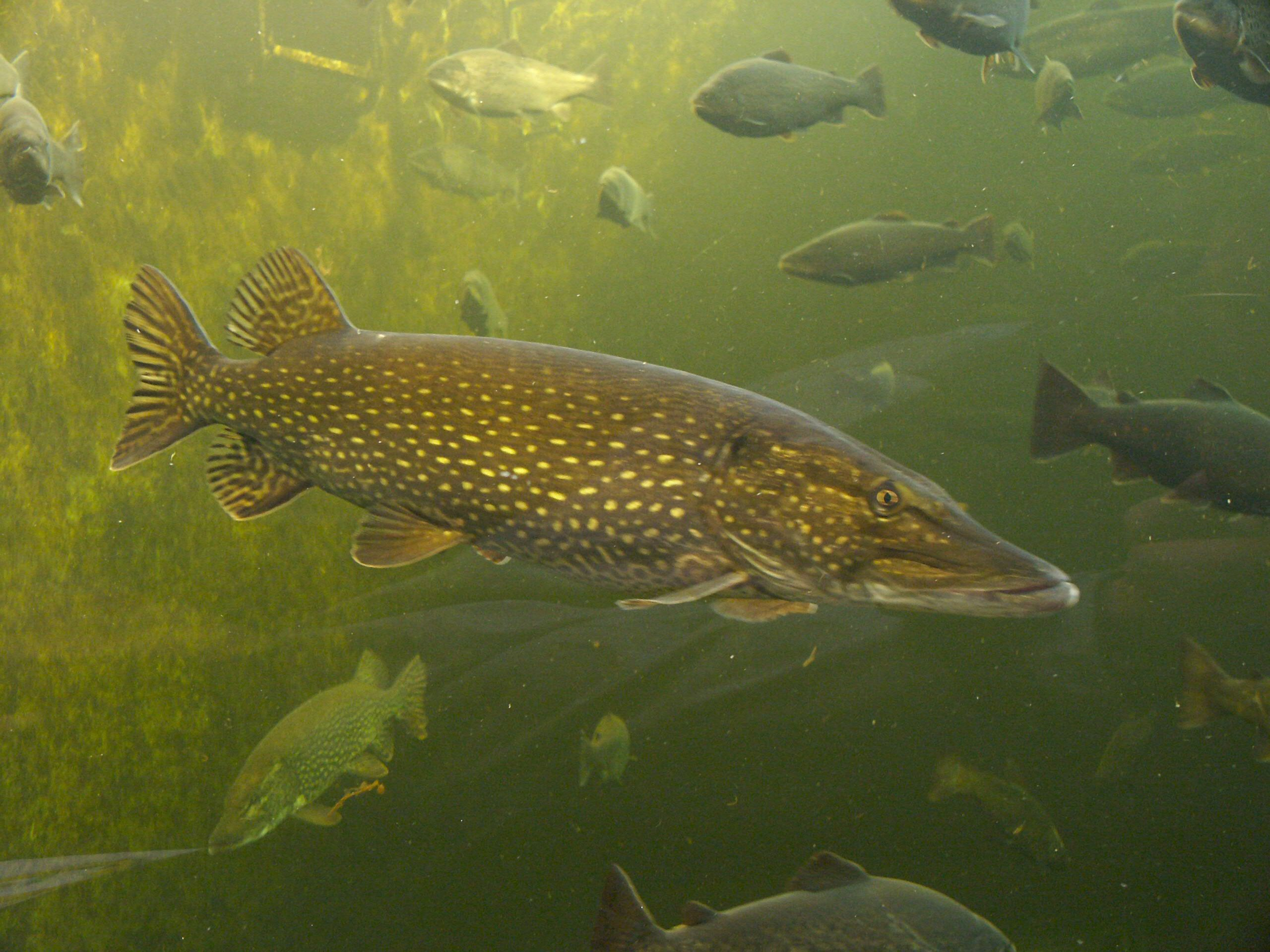
Щука в общественном аквариуме (Котка, Финляндия)

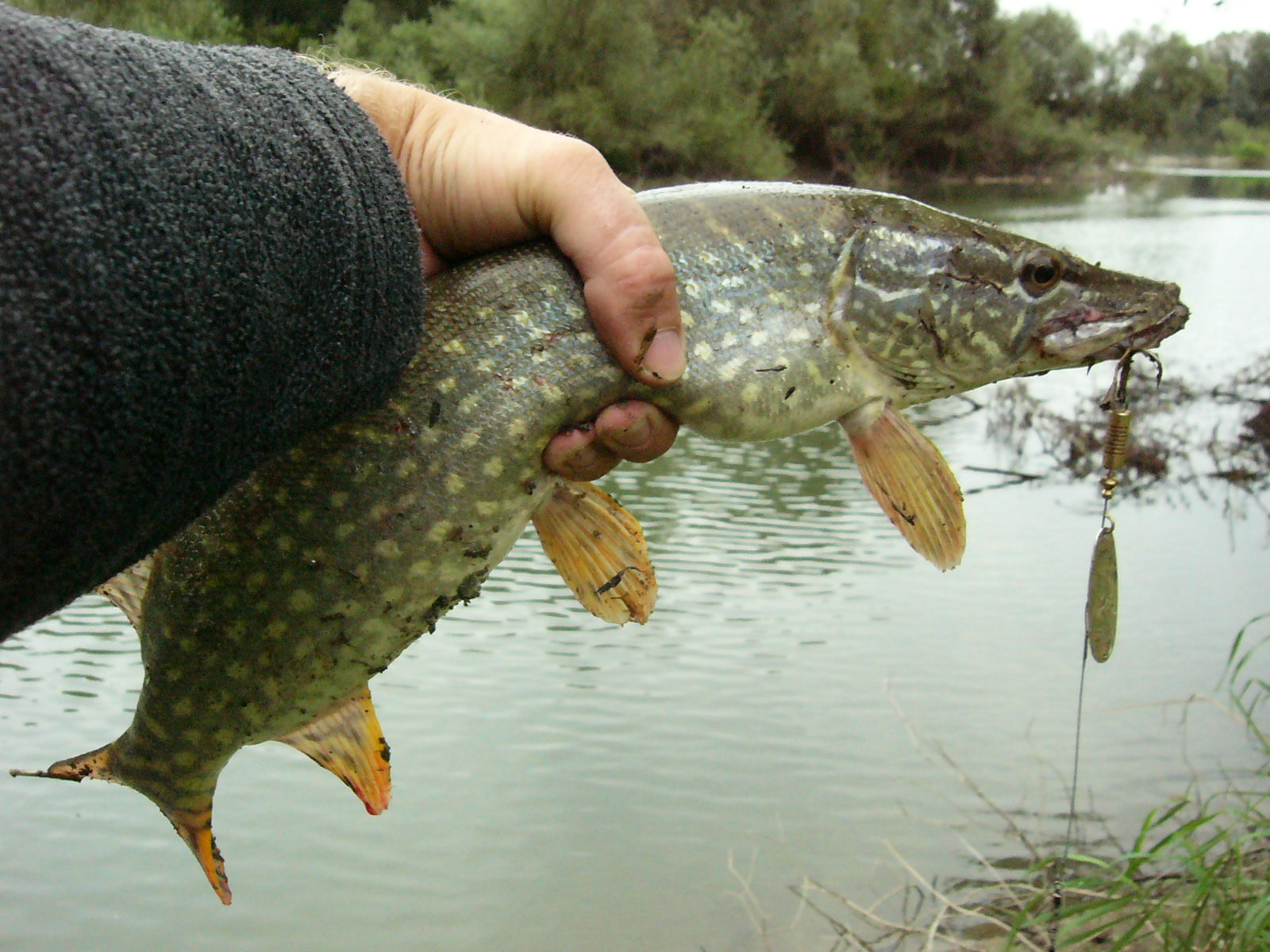
Щука в руках рыбака, река Драва, Венгрия

Щуку довольно широко разводят в прудовых хозяйствах.
Мясо щуки содержит 1—3 % жира и является диетическим продуктом, особенно если рыба поступает в розничную торговлю в живом виде.
Максимальный возраст щук в промышленном вылове в настоящее время, а также в течение нескольких последних столетий не превышает 25 лет. Достоверно задокументирован вылов 33-летней щуки. Встречающиеся в популярной литературе рассказы о щуках гораздо большего возраста следует отнести к категории легенд.
Среди рассказов такого типа особенно распространена история «гейльброннской щуки», которую якобы в октябре 1230 года поймал лично император Фридрих II, обозначил её золотым кольцом и выпустил в озеро Бёккинген (нем. Böckingen) вблизи города Гейльбронн, где эту щуку выловили через 267 лет, в 1497 году. При этом она достигала длины 570 сантиметров и весила 140 кг. Позвоночник этой щуки был передан на хранение в собор города Мангейм.
Эта история вызвала интерес немецкого натурфилософа Лоренца Окена. Он подробно изучил исторические хроники и установил, что Фридрих II в те времена безвыездно жил в Италии на острове Сицилия и поэтому никак не мог окольцевать щуку на территории Германии. Удалось также исследовать позвоночник гигантской щуки, выставленный в соборе Мангейма. Оказалось, что это фальсификация и что он скомпонован из позвонков нескольких отдельных щук.
Не менее удивительна история «щуки царя Бориса Фёдоровича», произошедшая в 1794 году, когда при чистке Царицынских прудов под Москвой поймали щуку с кольцом на жаберной крышке. Надпись, выгравированная на кольце, гласила: «Посадил царь Борис Фёдорович». Поскольку Борис Годунов правил с 1598 по 1605 годы, то, значит, пойманной щуке должно было быть около 200 лет. Но сегодня правдивость этого факта оспаривается, так как не сохранилось никаких документальных подтверждений.

## В кулинарии
В продажу щука поступает в живом, охлаждённом, замороженном и консервированном виде. Мясо костистое, иногда пахнет тиной; диетическое, так как содержит около 18,4 % белка, 1,1-3 % жира. 

## В культуре
- По щучьему веленью
- О щуке зубастой
- Лебедь, Щука и Рак